# Sixto III
Sixto III (Roma, 375-18 de agosto de 440) fue el papa 44.º de la Iglesia católica de 432 a 440.
Nacido en el seno de la familia Colonna pronto se convertiría en un miembro influyente en el entorno de los papas Zósimo, Bonifacio I y Celestino I a pesar de que en su juventud se sintiera atraído por las doctrinas pelagianistas, aunque parece ser que volvió a la ortodoxia gracias a su correspondencia con San Agustín.
Su pontificado iniciado tras el Concilio de Éfeso, celebrado en 431, estuvo marcado por el nestorianismo, doctrina que junto al pelagianismo, había sido condenada en el mismo. Y ello debido a que, al mostrarse el pontífice conciliador con Nestorio, provocó que fuera acusado de abrazar sus postulados. Sixto, para rebatir dichas acusaciones hizo reconstruir la basílica de Santa María la Mayor, que al dedicarla a María como madre de Dios, suponía su aceptación del título de Theotokos que el concilio de Éfeso había otorgado a María en contra de las doctrinas nestorianas que solo le otorgaban el título de Khristotokos (madre de Jesús).
Asimismo veló por la conservación de los derechos de la Santa Sede al confirmar que Iliria dependía eclesiásticamente de la diócesis de Tesalónica y no de la de Constantinopla como pretendía el patriarca de dicha ciudad.
Restauró en Roma las basílicas de Santa Sabina en el monte Aventino y San Lorenzo Extramuros.
Uno de sus principales logros fue restaurar la paz entre Cirilo de Alejandría y los sirios.
Falleció el 18 de agosto de 440 siendo enterrado en San Lorenzo Extramuros.